# Superconductor Cuprate

Cronologia del superconductor. Els cuprates es mostren com a diamants blaus, el diborur de magnesi i altres superconductors BCS es mostren com a cercles verds, i els superconductors a base de ferro com a quadrats grocs. Els cuprates són actualment els superconductors de temperatura més alta, adequats per a cables i imants.

Els superconductors Cuprate són una família de materials superconductors d'alta temperatura fets de capes d'òxids de coure (CuO₂) alternant amb capes d'altres òxids metàl·lics, que actuen com a dipòsits de càrrega. A pressió ambient, els superconductors de cuprat són els superconductors de temperatura més alta coneguts. Tanmateix, encara no s'entén el mecanisme pel qual es produeix la superconductivitat.
El primer superconductor de cuprat es va trobar l'any 1986 en l'òxid de coure de bari de lantani cuprat no estequiomètric pels investigadors d'IBM Georg Bednorz i Karl Alex Müller. La temperatura crítica per a aquest material va ser de 35ºK, molt per sobre del rècord anterior de 23ºK. El descobriment va provocar un fort augment de la investigació sobre els cuprates, donant lloc a milers de publicacions entre 1986 i 2001. Bednorz i Müller van rebre el Premi Nobel de Física l'any 1987, només un any després del seu descobriment.

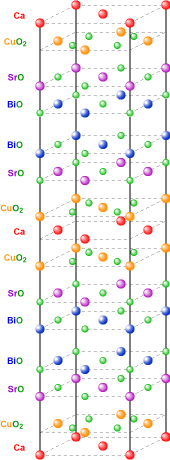
La cèl·lula unitat del superconductor de cuprat d'alta temperatura BSCCO-2212.

A partir de 1986, es van identificar molts superconductors de cuprat i es poden agrupar en tres grups en un diagrama de fases: temperatura crítica en funció del contingut del forat d'oxigen i contingut del forat de coure:
- bari de lantà- (LB-CO), Tc=-240 °C (35ºK).
- itri bari- (YB-CO), Tc=-215 °C (93ºK).[4]
- bismut estronci calci- (BiSC-CO), Tc=-180 °C (95ºK).
- tal·li bari calci- (TBC-CO), Tc=-150 °C (125ºK).[5]
- mercuri bari calci- (HGBC-CO) 1993, amb Tc=-140 °C (133ºK), actualment la temperatura crítica de cuprat més alta.[6][7]

Els cuprates són materials en capes, formats per plans superconductors d'òxid de coure, separats per capes que contenen ions com el lantà, el bari, l'estronci, que actuen com a dipòsit de càrrega, dopant electrons o forats en els plans d'òxid de coure. Així, l'estructura es descriu com una superretícula de capes superconductores de CuO₂ separades per capes separadores, donant lloc a una estructura sovint estretament relacionada amb l'estructura de la perovskita. La superconductivitat té lloc dins de les làmines d'òxid de coure (CuO₂), amb només un acoblament feble entre els plans de CuO₂ adjacents, fent que les propietats siguin properes a les d'un material bidimensional. Els corrents elèctrics flueixen dins de les làmines de CuO₂, donant lloc a una gran anisotropia en propietats conductores i superconductores normals, amb una conductivitat molt més alta paral·lela al pla de CuO₂ que en la direcció perpendicular.